# 산성초등학교 (경북)
산성초등학교는 대한민국 대구광역시 군위군 산성면 화본1길 5 (화본리)에 있었던 초등학교이다.

## 학교 연혁
- 1920년 2월 2일 산성공립보통학교 설립 인가
- 1921년 2월 2일 산성공립보통학교 개교
- 1938년 4월 1일 산성공립심상소학교 개편
- 1941년 4월 1일 산성공립국민학교 개편
- 일자미상 산성국민학교 개편
- 1972년 8월 8일 본교 교사 준공
- 1981년 3월 1일 병설유치원 개원
- 1996년 3월 1일 산성초등학교 개편
- 1998년 3월 1일 성남초등학교 분교장 격하 편입
- 2000년 3월 1일 성남분교장 폐교 및 본교 통폐합
- 2012년 3월 1일 폐교 및 부계초등학교 통폐합